# East Patchogue
East Patchogue és una concentració de població designada pel cens dels Estats Units a l'estat de Nova York. Segons el cens del 2000 tenia 20.824 habitants.

## Demografia
Segons el cens del 2000, East Patchogue tenia 20.824 habitants, 7.493 habitatges, i 5.297 famílies. La densitat de població era de 966,4 habitants per km².
Dels 7.493 habitatges en un 31,4% hi vivien nens de menys de 18 anys, en un 56,6% hi vivien parelles casades, en un 9,6% dones solteres, i en un 29,3% no eren unitats familiars. En el 23,3% dels habitatges hi vivien persones soles l'11,9% de les quals corresponia a persones de 65 anys o més que vivien soles. El nombre mitjà de persones vivint en cada habitatge era de 2,71 i el nombre mitjà de persones que vivien en cada família era de 3,21.
Per edats la població es repartia de la següent manera: un 23,1% tenia menys de 18 anys, un 7,7% entre 18 i 24, un 30,4% entre 25 i 44, un 23,9% de 45 a 60 i un 14,9% 65 anys o més.
L'edat mediana era de 38 anys. Per cada 100 dones de 18 o més anys hi havia 90,9 homes.
La renda mediana per habitatge era de 57.237 $ i la renda mediana per família de 64.323 $. Els homes tenien una renda mediana de 45.274 $ mentre que les dones 31.704 $. La renda per capita de la població era de 23.619 $. Entorn del 2,5% de les famílies i el 4,5% de la població estaven per davall del llindar de pobresa.